# Araneum pedunculatum
Araneum pedunculatum är en sjöpungsart som beskrevs av Monniot 1991. Araneum pedunculatum ingår i släktet Araneum och familjen Ascidiidae. Inga underarter finns listade i Catalogue of Life.